# Asparago bianco di Cimadolmo
Asparago bianco di Cimadolmo è un prodotto ortofrutticolo italiano a indicazione geografica protetta.

## Descrizione
Prodotto tipico, noto fin dagli inizi del primo secolo, per le sue doti, diuretiche e alimentari. Dell'asparago di Cimadolmo si trova traccia nel testo seicentesco Cento e dieci ricordi che formano il buon fattor di villa.
Nel 2006 a Cimadolmo nasce la strada dell'asparago. ... Associazione che raggruppa produttori ortofrutticoli, Pro Loco, ristoratori e Comune di Cimadolmo.
Alla strada dell'asparago di Cimadolmo partecipano anche i comuni di Fontanelle, Ormelle, San Polo di Piave, Mareno di Piave, Santa Lucia di Piave, Oderzo, Ponte di Piave, Breda di Piave, Maserada sul Piave e Vazzola.